# 絆 -KIZUNA-
「絆 -KIZUNA-」（きづな）は、日本のミュージシャンである長渕剛の43枚目のシングル。

## 解説
- シルベスター・スタローン監督・主演の映画「エクスペンダブルズ」の日本主題歌。2曲目は、2009年12月31日、神戸で行われたカウントダウンで披露した楽曲を収録。

## 収録曲
- 全曲、作詞・作曲：長渕剛

1. 絆 -KIZUNA-
  - 編曲：関淳二郎・長渕剛
2. 君のそばに… (Countdown Live in KOBE 2009-2010) 
  - 編曲：中村タイチ・長渕剛